# 千勝神社 (久喜市本町)
千勝神社（ちかつじんじゃ）は、埼玉県久喜市本町六丁目6-3-5に所在する神社である。

## 概要
千勝神社はかつて埼玉郡久喜本町（古くには久喜本村、明治合併以後は大字久喜本）の村社であった。本来は本町一丁目9-65に鎮座されていたが、六万部久喜停車場線の新道建設の折にその大部分が道路用地となってしまったため、1999年（平成11年）5月に現在地の本町六丁目6-3-5に遷座された。移転前の境内地面積は328坪であり、北隣に御嶽神社が所在し、市道を挟んだ東側の斜向に光明寺の薬師堂が所在していた。（御嶽神社並びに薬師堂は道路用地に当たらなかったため、遷座せずに現存している。）
この千勝神社では1909年（明治42年）7月23日に愛宕神社・天神社・八幡神社・稲荷神社・熊野神社・三島神社が合祀されている。このうち愛宕神社は字道合（どうあい）に、八幡神社は字馬場（ばんば）に所在していた。境内社として三島神社・稲荷神社・天神社・愛宕神社の石碑が本殿の東側に所在している。
境内施設として本殿、社務所、鳥居（靖国型）、「武蔵国 久喜町 千勝神社」と彫られた標柱、手水舎、「寳作無竆（豊作無窮）」と彫られた石碑、「伊勢参宮記念碑」と彫られた石碑、灯籠などである。手水舎の水盤は1830年（文政13年）のものである。
この他、境内には二対の狛犬が所在しており、表の参道には遷座の際に奉納された平成の狛犬が所在しており、北側の裏の参道口に1860年（万延元年）10月奉納の江戸期の狛犬が所在している。なお、表の参道の狛犬は阿形と吽形になっており、裏の参道口の狛犬は二体とも阿形となっている。この裏の参道口の狛犬は現在地に遷される以前、遷座前の千勝神社の正面参道に置かれていた。
この他に千勝神社では提燈祭りの様子を描いた絵額を所蔵している。

## 市内の千勝神社
- 千勝社 (久喜市上早見) - 上早見字新田に所在。
- 千勝神社 (久喜市吉羽) - 吉羽1丁目に所在。
- 千勝神社 (久喜市中妻) - 中妻に所在。
- 千勝神社 (久喜市伊坂) - 伊坂に所在。